# Aiguille des Pélerins
L'aiguille des Pélerins, qui culmine à 3 318 m d'altitude, est l'une des aiguilles de Chamonix dans le massif du Mont-Blanc. Elle se situe sur le chaînon qui se détache au nord de l'aiguille du Plan, entre l'aiguille des Deux-Aigles et l'aiguille du Peigne.

## Toponymie
Elle a pris son nom (avec un accent aigu) du hameau des Pélerins, aujourd'hui quartier de Chamonix.

## Premières ascensions
- Première ascension : 9 juillet 1905 par Robert O'Gorman, Albert Brun et les guides Joseph Ravanel et Edmond Charlet.
- L’arête Grütter : M. Grütter et R. Aubert le 21 juillet 1935 pour le ressaut supérieur, Lionel Terray, Gaston Rébuffat et Édouard Frendo, le 10 octobre 1943 pour l'intégrale. Elle est le no 25 des 100 plus belles courses du massif du Mont-Blanc de Gaston Rébuffat.
- Voie Carmichaël (combinée avec la voie normale du Peigne) est le n°31 des 100 plus belles courses du massif du Mont-Blanc de Gaston Rébuffat.
- Voie Beyond good and Evil en face nord : en 1992 par Andy Parkin et Mark Twight qui marque le début du « mixte moderne »[2].